# Верх-Ушнурське сільське поселення
Верх-Ушну́рське сільське поселення (рос. Верх-Ушнурское сельское поселение) — муніципальне утворення у складі Совєтського району Марій Ел, Росія. Адміністративний центр — село Верх-Ушнур.

## Історія
Станом на 2002 рік існували Верх-Ушнурська сільська рада (село Верх-Ушнур, присілки Енермучаш, Колокуда, Кундиштур, Куркумбал, Маскародо, Немецродо, Сімейкино, Тимофієво, Тапшер) та Кукмаринська сільська рада (присілки Васташуй, Кукмар, Муглово, Пібахтіно, Шанер, Шуймучаш, Янгранур), селище Комсомольський перебував у складі Совєтської селищної ради.
1 квітня 2009 року було ліквідовано Кукмаринське сільське поселення (колишня Кукмаринська сільська рада), його територія увійшла до складу Верх-Ушнурського сільського поселення (колишня Верх-Ушнурська сільська рада, селище Комсомольський).

## Населення
Населення — 1745 осіб (2019, 2035 у 2010, 2131 у 2002).

## Склад
До складу поселення входять такі населені пункти:
| Населений пункт        | Населення, осіб (2002) | Населення, осіб (2010) |
| ---------------------- | ---------------------- | ---------------------- |
| Васташуй, присілок     | 70                     | 69                     |
| Верх-Ушнур, село       | 525                    | 537                    |
| Енермучаш, присілок    | 43                     | 39                     |
| Колокуда, присілок     | 101                    | 102                    |
| Комсомольський, селище | 136                    | 134                    |
| Кукмар, присілок       | 452                    | 431                    |
| Кундиштур, присілок    | 66                     | 69                     |
| Куркумбал, присілок    | 79                     | 84                     |
| Маскародо, присілок    | 16                     | 9                      |
| Муглово, присілок      | 45                     | 28                     |
| Немецродо, присілок    | 39                     | 34                     |
| Пібахтіно, присілок    | 108                    | 98                     |
| Сімейкино, присілок    | 47                     | 42                     |
| Тапшер, присілок       | 191                    | 153                    |
| Тимофієво, присілок    | 9                      | 4                      |
| Шанер, присілок        | 62                     | 66                     |
| Шуймучаш, присілок     | 61                     | 55                     |
| Янгранур, присілок     | 81                     | 81                     |